# Вулиця Поліська (Тернопіль)
Вулиця Поліська — вулиця у промзоні міста Тернополя. 

## Відомості
Розпочинається біля шляхопроводу на вулиці Бродівській, пролягає на схід, згодом — на північний схід вглиб промзони, де і закінчується. На вулиці розташовані переважно промислові та комерційні будівлі. З півдня примикає вулиця Лозовецька, на північ відгалужується вулиця Промислова.

## Комерція
- Видавництво «Джура» (Поліська, 5)
- Видавництво «Підручники і посібники» (Поліська, 6А)
- Торговий центр «Епіцентр» (Поліська, 7)
- Поштове відділення «Автолюкс» (Поліська, 9)
- Компанія «Галичина Ласунка» (Поліська, 10)
- Viknar'off (Поліська, 13)
- Поштове відділення «Justin» (Поліська, 14)

## Транспорт
На вулиці розташована одна зупинка громадського транспорту («Епіцентр»), до якої курсують комунальний автобусний маршрут №21 та тролейбус №7. 